# Sprachen Eritreas
Die Sprachen Eritreas werden generell von neun ethno-linguistischen Gruppen gesprochen. Sie umfassen: Afar, Arabisch (nur von den Rashaida gesprochen), Bedscha (gesprochen von den Hedareb), Blin, Kunama, Nara, Saho, Tigre und Tigrinya. Diese neun Sprachen haben den Status von gleichberechtigten Nationalsprachen.
Die neun Sprachen der neun größten Ethnien gelten formell als gleichberechtigte Nationalsprachen. Italienisch, die Amtssprache der damaligen Kolonie Italienisch-Eritrea, wird noch weithin verstanden und speziell von Einwohnern der Hauptstadt, Asmara, gesprochen. Allerdings ist die englische Sprache dabei, dem Italienischen den Rang abzulaufen. Tigrinya und Arabisch waren bereits in der föderativen Provinz Eritrea von 1952 bis 1956 die offiziellen Sprachen und sind noch weiterhin die gebräuchlichsten Landessprachen, wobei Arabisch sich in letzter Zeit vor allem unter den Muslimen immer weiter ausbreitet. Die Eritreische Volksbefreiungsfront (EPLF) veröffentlichte ein umfangreiches Tigrinya-Arabisch-Wörterbuch im Jahre 1985, gefolgt von Tigrinya-Englisch im Jahre 1986.
Als Teil der graduellen Einschränkung der eritreischen Autonomie unter der äthiopischen Herrschaft wurde die amharische Sprache im Jahre 1956 die Amtssprache in der Provinz Eritrea. Heute wird es hauptsächlich von Menschen eritreischer Herkunft gesprochen, welche gedrängt wurden ihre Häuser in Äthiopien zu verlassen.
Die Bildungspolitik, in der in den Grundschulen in der jeweiligen Muttersprache unterrichtet wird, hat vergleichsweise großen Erfolg.
Das Altäthiopische ist die liturgische Sprache der Eritreisch-orthodoxen Tewahedo-Kirche.

## Sprachfamilien und -gruppen
Nilosaharanische Sprachen
- Nilotische Sprachen
  - Kunama
  - Nara

Afroasiatische Sprachen
- Kuschitische Sprachen:
  - Bedscha
  - Ostkuschitische Sprachen:
    - Afar
    - Saho

  - Zentralkuschitische Sprachen:
    - Blin

- Semitische Sprachen:
  - Nordäthiosemitische Sprachen (Südsemitische Sprachen):
    - Tigre
    - Tigrinya
    - Dahlik

  - Zentralsemitische Sprachen:
    - Arabisch